# قلعه ملک‌آباد زاخت
قلعه ملک‌آباد زاخت مربوط به دوره سلجوقیان است و در شهرستان عنبرآباد، بخش جبالبارز جنوبی، روستای ملک‌آباد زاخت واقع شده و این اثر در تاریخ ۱۱ دی ۱۳۸۰ با شمارهٔ ثبت ۴۵۸۸ به‌عنوان یکی از آثار ملی ایران به ثبت رسیده است.